# Bundesautobahn 13
De Bundesautobahn 13 (kort BAB 13, A13 of 13) is een autosnelweg in het oosten van Duitsland die Berlijn met Dresden verbindt. De snelweg begint bij het Schönefelder Kreuz op de Berlijnse Ring (A10), zuidelijk van Berlijn als vervolg van de A113 en eindigt bij Dreieck Dresden-Nord (A4). Bij Dreieck Spreewald heeft de A13 een aansluiting op de A15 richting Cottbus en Wrocław.
Belangrijke plaatsen langs de route zijn: Mittenwalde, Bestensee (B246), Teupitz, Lübbenau/Spreewald, Calau, Großräschen (B96), Schwarzheide, Ortrand en Radeburg.

## Verloop
De A13 begint bij het Schönefelder Kreuz aan de Berlijnse Ring (A10) ten zuiden van Berlijn, ter hoogte van Königs Wusterhausen en luchthaven Berlin Brandenburg. De A13 is het vervolg van de A113 uit het centrum van Berlijn. De snelweg loopt hier in zuidelijke richting vrij snel het dunbevolkte Dahmeland in. Dit gebied kenmerkt zich door enerzijds een waterrijk en nat laagland, anderzijds door grote lange droge en onvruchtbare zandgronden. De snelweg buigt langzaam richting het zuidoosten af langs de westrand van het Spreewald tot Lübbenau/Spreewald, waar het Dreieck Spreewald tegenkomt. De rechtdoorgaande richting gaat over in de A15 naar Cottbus en verder naar Wrocław. Om de A13 te blijven volgen moet hier afgeslagen worden, een zogenaamde TOTSO. De A13 gaat hier weer richting het zuiden. Direct na het knooppunt loopt de snelweg tussen twee meren, Lichtenauer See en Schönfelder See. Beide zijn voormalige dagbouwmijnen die na het sluiten van de mijn langzaam met grond- en regenwater zijn gevuld. De snelweg vervolgt zijn weg richting het zuiden. Bij Ortrand komt de snelweg de deelstaat Saksen binnen en eindigt niet lang daarna bij Dreieck Dresden-Nord op de A4 ten noorden van Dresden.
De snelweg heeft over de gehele lengte 2x2 rijstroken. Op een aantal locaties zijn de vluchtstroken smal of ontbreken ze volledig.

### Europese wegen over de A13
De volgende Europese wegen lopen over de A13:
- E36: Schönefelder Kreuz - Dreieck Spreewald;
- E55: Schönefelder Kreuz - Dreieck Dresden-Nord.

## Geschiedenis
Het verloop van de A13 werd in de vroege jaren 30 anders gepland dan uiteindelijk is aangelegd. Het tracé zou oorspronkelijk circa 30 kilometer westelijk tussen Golßen en Ortrand ongeveer de spoorlijn Berlijn - Dresden volgen en daarbij de plaatsen Doberlug-Kirchhain, Finsterwalde, Luckau en Schlieben ontsluiten. Daarmee zou de aansluiting op de A15 vervallen en het snelwegloze gedeelte in het netwerk tussen Leipzig, Dresden, Berlijn en Cottbus kleiner worden.
Het trajectdeel van Schönefelder Kreuz tot aansluiting Teupitz en van Dreieck Dresden-Nord tot aansluiting Ortrand werd in 1938 met twee rijbanen (twee rijstroken per richting) evenals het gedeelte Ortrand - Ruhland met één rijbaan geopend. Hier werd de tweede rijbaan in 1939 voor het verkeer vrijgegeven. In hetzelfde jaar volgde de 39,5 kilometer lange trajectdeel Ruhland - Calau (twee rijbanen). In 1940 werden de trajectdelen Teupitz - Freiwalde en Dreieck Spreewald - Calau met twee rijbanen geopend. Eveneens in 1940 werd het laatste ontbrekende deel tussen Freiwalde en Dreieck Spreewald met één rijbaan geopend, waardoor de weg tussen Berlijn en Dresden compleet was. De tweede rijbaan op dit gedeelte volgde pas in 1962. Onvolledig bleef het knooppunt Spreewald, waardoor bestuurders van en naar Dresden op de zuidelijke verbindingsboog met tegenverkeer reed. Het knooppunt werd aansluitend op 4 december 1962 kruisingsvrij voor het verkeer vrijgegeven.
Een deel van de A13 en Dreieck Dresden-Nord werd tussen 1951 en 1971 ook gebruikt als motor- en autoracecircuit (Autobahnspinne Dresden).
Het Duitse deel van de snelweg van Dresden naar Praag was in de eerste plannen na die Wende als zuidelijke verlenging van de A13 voorzien. Inmiddels heeft de A17 deze functie overgenomen.

### Snelweg-noodvliegveld bij Ruhland
Op een lang, lijnrecht stuk tussen de aansluitingen Ortrand en Ruhland bevond zich tot begin jaren 90 een snelweg-noodvliegveld. Hiertoe werd de middenberm ook van beton voorzien. Daardoor vormden de rijbanen een start- en landingsbaan, die in eerste instantie voor vliegtuigen van de Nationale Volksarmee en haar bondgenoten dienen. Volgens verschillende scenario's was alleen rekening mee gehouden dat de snelweg als startbaan kon dienen, daar bij een invasie volgens dat scenario gevechtsvliegtuigen niet meer terug zouden kunnen keren naar het thuisland.
Aan de beide einden van de startbaan waren opstelplaatsen voor straaljagers ingericht. Tegenwoordig is hier vrijwel niets meer van te zien, daar de opstelplaatsen zijn omgebouwd tot parkeerplaats.

### Verzorgingsplaats Freienhufen
De verzorgingsplaats Freienhufen was op de gehele route tussen Berlijn en Dresden de enige verzorgingsplaats met een tankstation en een restaurant. Het bevond zich zuidelijk van de verbindingsweg Drochow - Freienhufen in de directe nabijheid van het tegenwoordig nog bestaande steunpunt (Autobahnmeisterei). De locatie bestond uit een tankstation aan de westzijde evenals een gecombineerd tankstation en restaurant aan de oostzijde. Na 1973 zijn de verzorgingsplaatsen aan beide zijde via een stalen brug met elkaar verbonden, zodat reizigers niet meer de rijbaan per voet hoefden over te steken. Tussen de middelste rijstroken kwam een hek om het oversteken door voetgangers te voorkomen. Later is op het terrein van de verzorgingsplaats een kiosk geplaatst. In een beoordeling door een snelweginspecteur van de DDR in 1981, toen het nog "Servicekomplex Freienhufen" heette: "De verkeerswaarde van het servicecomplex is zeer laag, omdat er geen parallelrijbanen voorhanden zijn en de toestand van de parkeerplaatsen zeer slecht is. Het tankstation staat verkeerstechnisch zeer ongunstig en hindert de verkeersdoorstroming aan beide zijde van de snelweg. Een opstelruimte voor wachtende voertuigen ontbreekt waardoor tijdens de vakantieperiode de wachtrij terugslaat op de rijbaan van de snelweg." Door de nieuwbouw van beide verzorgingsplaatsen Freienhufener Eck (Ost en West) zijn de oude verzorgingsplaatsen Freienhufen afgebroken.

## Toekomstplannen
Gepland is om de A13 te verbreden naar 2x3 rijstroken tussen Schönefelder Kreuz en Dreieck Spreewald. In het Bundesverkehrswegeplan 2030 (Duitse tegenhanger van de Nederlandse Meerjarenprogramma Infrastructuur, Ruimte en Transport; MIRT) is deze verbreding opgenomen. De projecten in het Bundesverkehrswegeplan hebben een prioriteit meegekregen om de noodzaak van een verbreding aan te geven. Deze verbreding heeft de laagste prioriteit (Weiterer Bedarf), waardoor de kans klein is dat een verbreding voor 2030 gerealiseerd is.

## Galerie

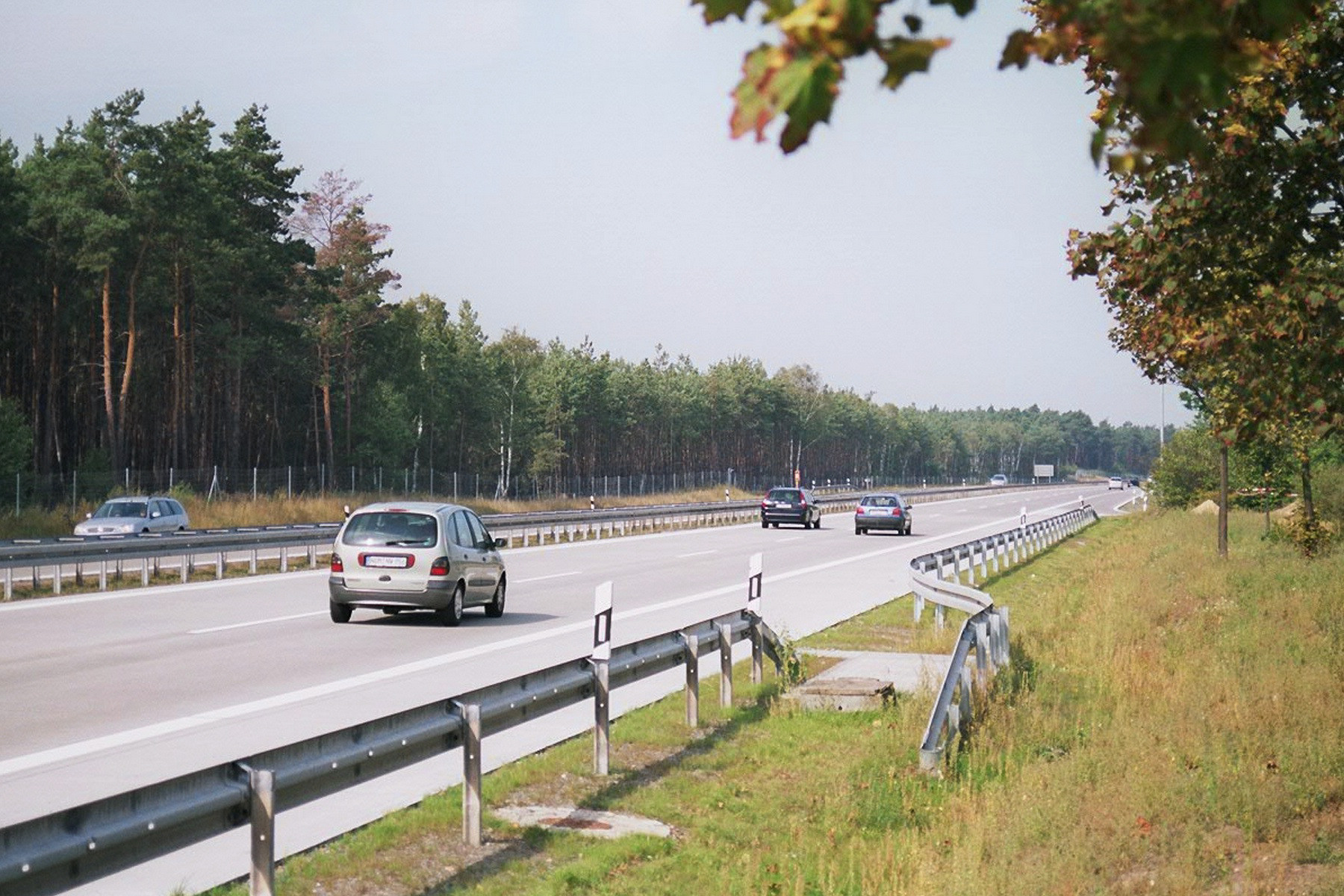
A13 bij verzorgingsplaats Berstetal. (2006)
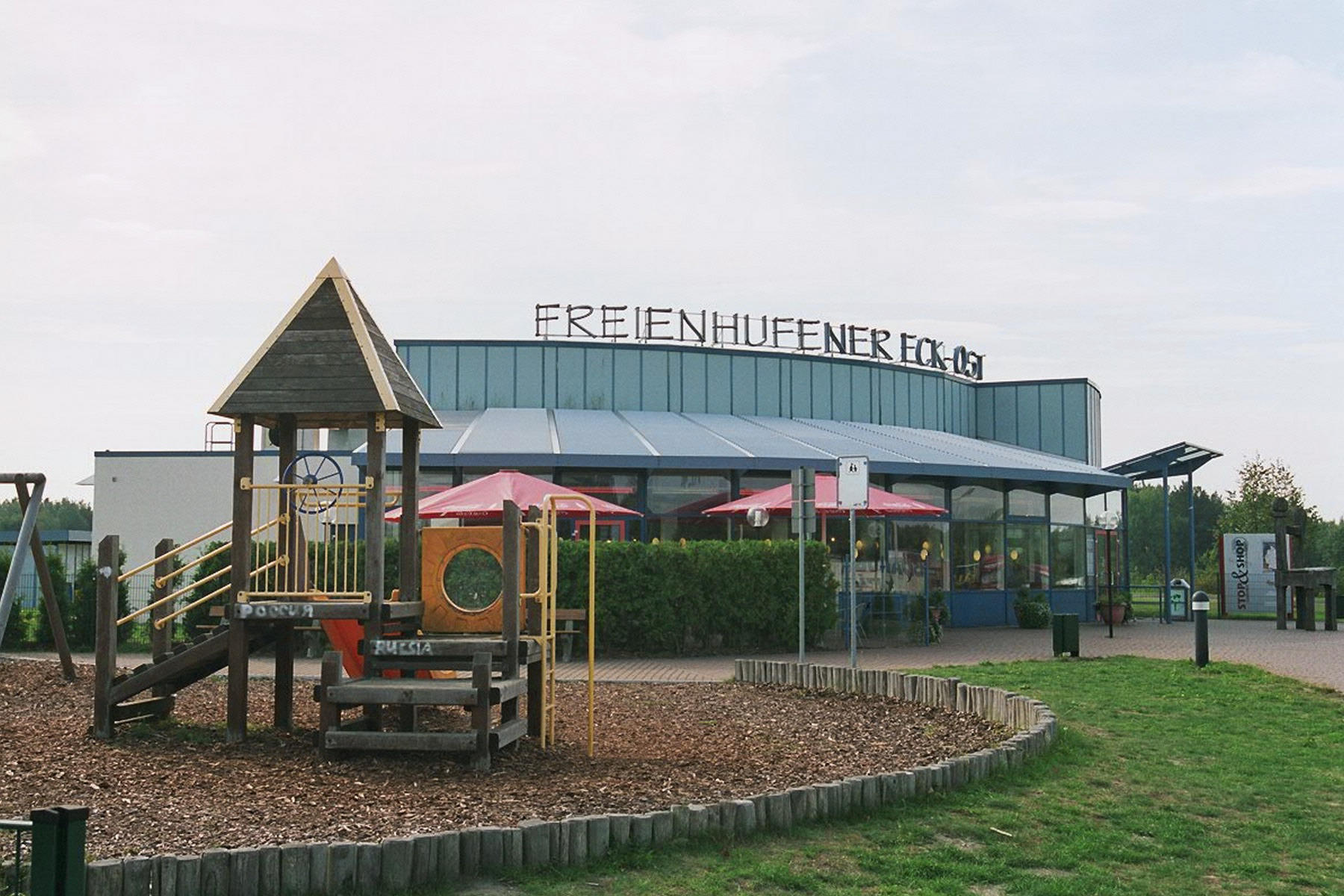
Verzorgingsplaats Freienhufener Eck-Ost. (2006)
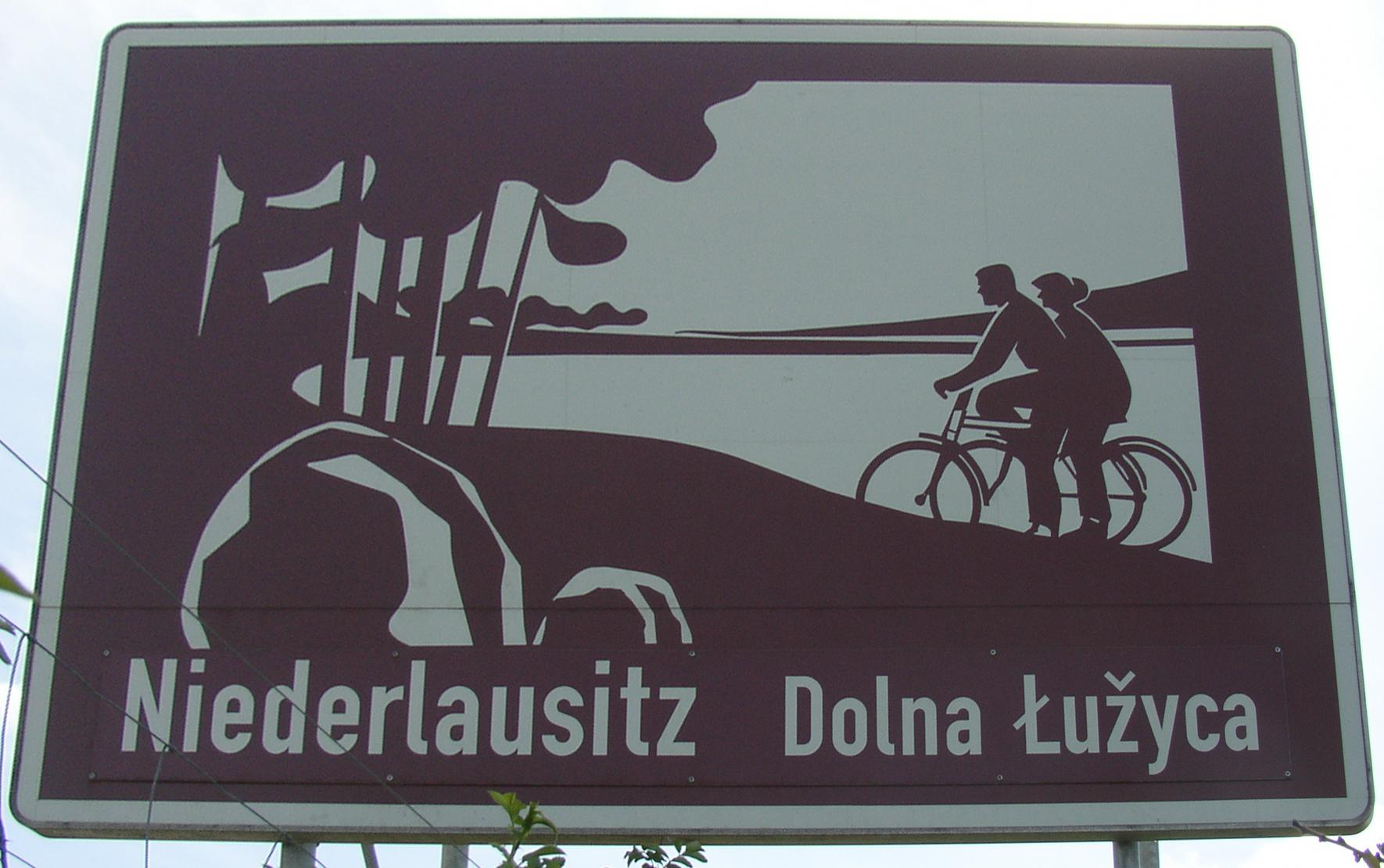
Toeristische bewegwijzering "Niederlausitz Dolna Łužyca".(2007)
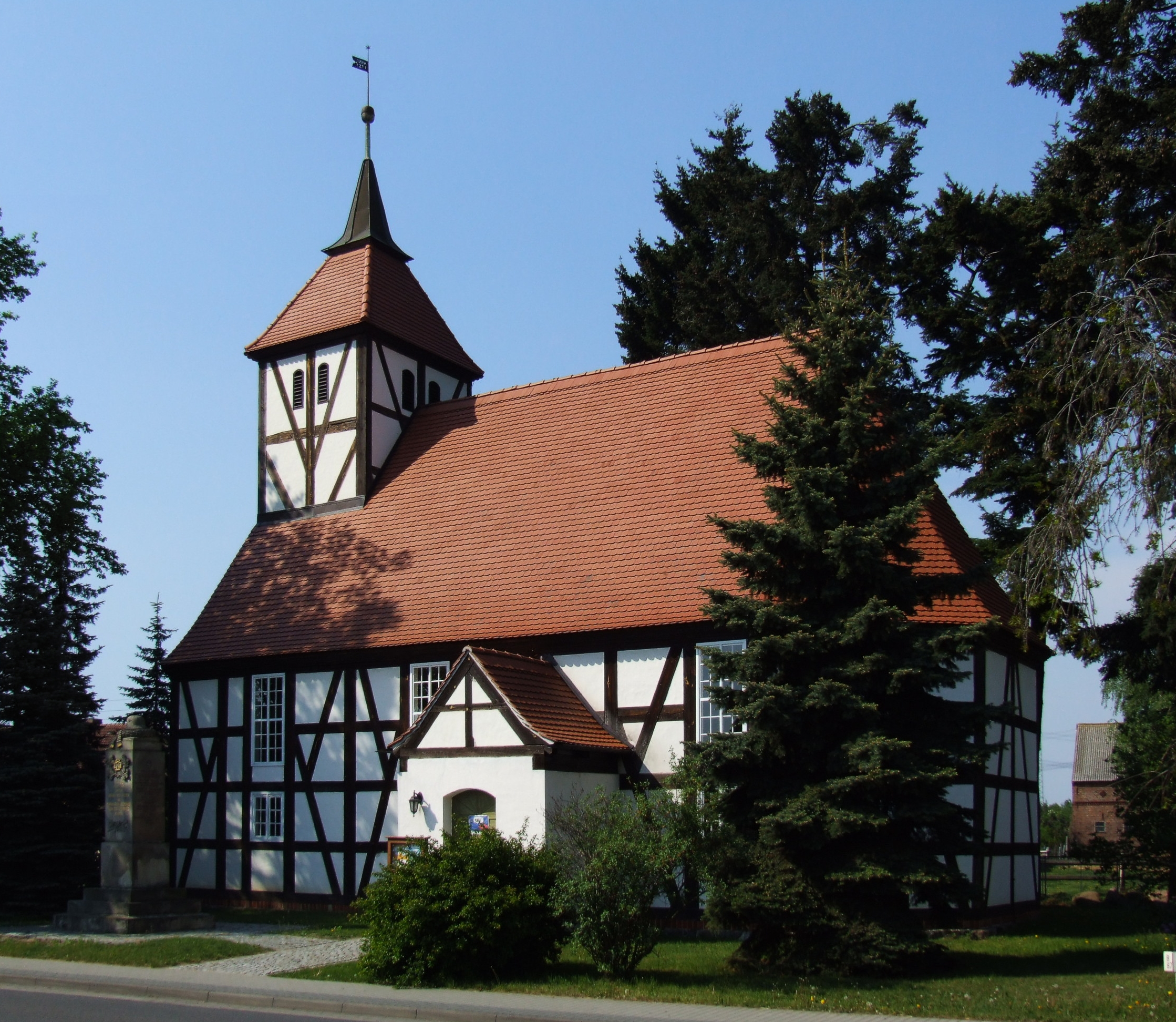
Snelwegkerk in Duben. (2012)